# Зенон Елейський
Зено́н Еле́йський (490—430 до н. е.) — давньогрецький філософ елейської школи, прихильник рабовласницької аристократії.
Зенон Елейський відомий своїми апоріями (парадоксами; він сформулював 45 апорій, до нас дійшло 9), якими намагався довести неістинність видимої, чуттєво сприйнятої  множинності речей та їхнього руху, вважаючи, що істинна картина світу осягається мисленням. Не заперечуючи множинність і рух речей як чуттєву вірогідність, Зенон Елейський заперечував їхню істинність на тій підставі, що спроби відобразити їх у мисленні призводять до нерозв'язних суперечностей, ускладнень, які не можуть бути властиві «істинному буттю». Об'єктивно філософія Зенона Елейського відіграла прогресивну роль у розвитку античної діалектики, оскільки він стихійно підійшов до питання про суперечливість явищ природи та вираження цієї суперечливості в поняттях.

## Біографія
Згідно Діогена Лаертського, Зенон — син Телевтагора, прийомний син і улюблений учень Парменіда. В 78-79 Олімпіади описувався «в розквіті». Платон вказував, що Зенон у віці близько 40 років відвідував Афіни та зустрів там молодого Сократа. Звідси встановлено приблизний час його народження — 490 рік до н. е.
Платон стверджував, що Зенон створив єдину філософську працю на захист Парменіда, котру в нього було викрадено і поширено без його відома. Арістотель називав його винахідником діалектики в розумінні розгляду протилежних думок і зведення аргументів противників до абсурду.
Діоген Лаертський наводить переказ, за яким Зенон брав участь у бунті проти тирана. Ні особа тирана, ні місце невідомі достеменно. Згідно з цією версією, Зенон під час суду зумів красномовно викрити боягузтво тирана і люди закидали того камінням. Діодор Сицилійський стверджував, що за бунт Зенона було піддано тортурам, але він зміг вкусити тирана і був зрештою заколотий. У Климента Александрійського описано, що Зенон, аби не видати спільників, відкусив собі язик. Діоген Лаертський згадував, що мислителя було страчено, кинувши у величезну ступу.

## Сутність аргументів на захист Парменіда
Зенон захищав філософську позицію Парменіда, котрий стверджував, що численність і рух речей — ілюзії. У своїх міркуваннях він вдавався до методу діалектики — пошуку істини шляхом виявлення внутрішніх суперечностей у думках опонента. Хибність, на його думку, тезисів противників Парменіда філософ доводив від супротивного. На прикладі апорій Зенон вказував у них на суперечності, а отже хибність, відповідно стверджував, що істинними є протилежні твердження: не існує множинних речей і не існує руху.
1) Проти множинності. Якщо усе складається з багато чого, чи якщо суще реально поділяється на відособлені частини, то кожна з цих частин виявляється і нескінченно малою, і нескінченно великою; тому що маючи поза собою нескінченну безліч всіх інших частин, вона становить нескінченно малу частку усього, але з іншого боку, складаючись сама з нескінченної безлічі часток (будучи ділена до нескінченності), вона представляє величину нескінченно велику. Так виходить, якщо визнавати всі частки діленими, такими, що мають величину. Якщо ж визнати, що багато чого, тобто частки усього, не мають ніякої величини і тому неподільні, то виходить нове протиріччя: усе виявляється рівним нічому. Справді, те, що не має величини, не може, приєднуючись до іншого, його збільшувати (нуль не є доданок); тому і все, що складається з неподільних, позбавлених величини складових, саме не має ніякої величини, чи є (матеріально) ніщо.
2) Проти руху. Щоб пройти певну відстань, рухоме тіло повинне спершу пройти половину цієї відстані, а перед цим — ще половину цієї половини і так далі до нескінченності. Тобто воно ніколи не рушить з місця, мусячи попередньо пройти нескінченну кількість все менших відстаней. На цій підставі навіть швидконогий Ахіллес ніколи не може наздогнати повільну черепаху (апорія «Ахіллес і черепаха»). Інший аргумент: рухоме тіло, наприклад стріла, що летить, у кожен момент руху займає простір, рівний його розмірам, тобто знаходиться в спокої. Таким чином, весь рух розкладається на моменти спокою, отже, представляє внутрішнє протиріччя (тому що з нулів руху не можна скласти позитивну величину).